# Ri de Fontanalba
Der Ri de Fontanalba (lombardisch für «Fluss der weissen Quelle»; ursprünglich vom Lateinischen) ist ein rund 7 Kilometer langer Bergbach oberhalb des Dorfes San Bernardino in der Gemeinde Mesocco im Kanton Graubünden.
Das Quellgebiet des Baches liegt im Val Vignun unterhalb der Strec de Vignun zwischen dem Piz Uccello und dem Piz Vignun auf einer Höhe von rund 2300 m. ü. M. Das Wasser sammelt sich im zum Teil flachen, sumpfigen Talboden und fliesst nach Südwesten in Richtung San Bernardino. Im Waldgebiet oberhalb des Dorfes durchfliesst der Bach eine Schlucht und bildet einen Wasserfall.
In San Bernardino nimmt er rechts den Ri di Pescion auf und vereinigt sich kurz darauf auf einer Höhe von 1605 m. ü. M. mit der von der Passhöhe des San-Bernardino-Passes herabfliessenden Moesa.

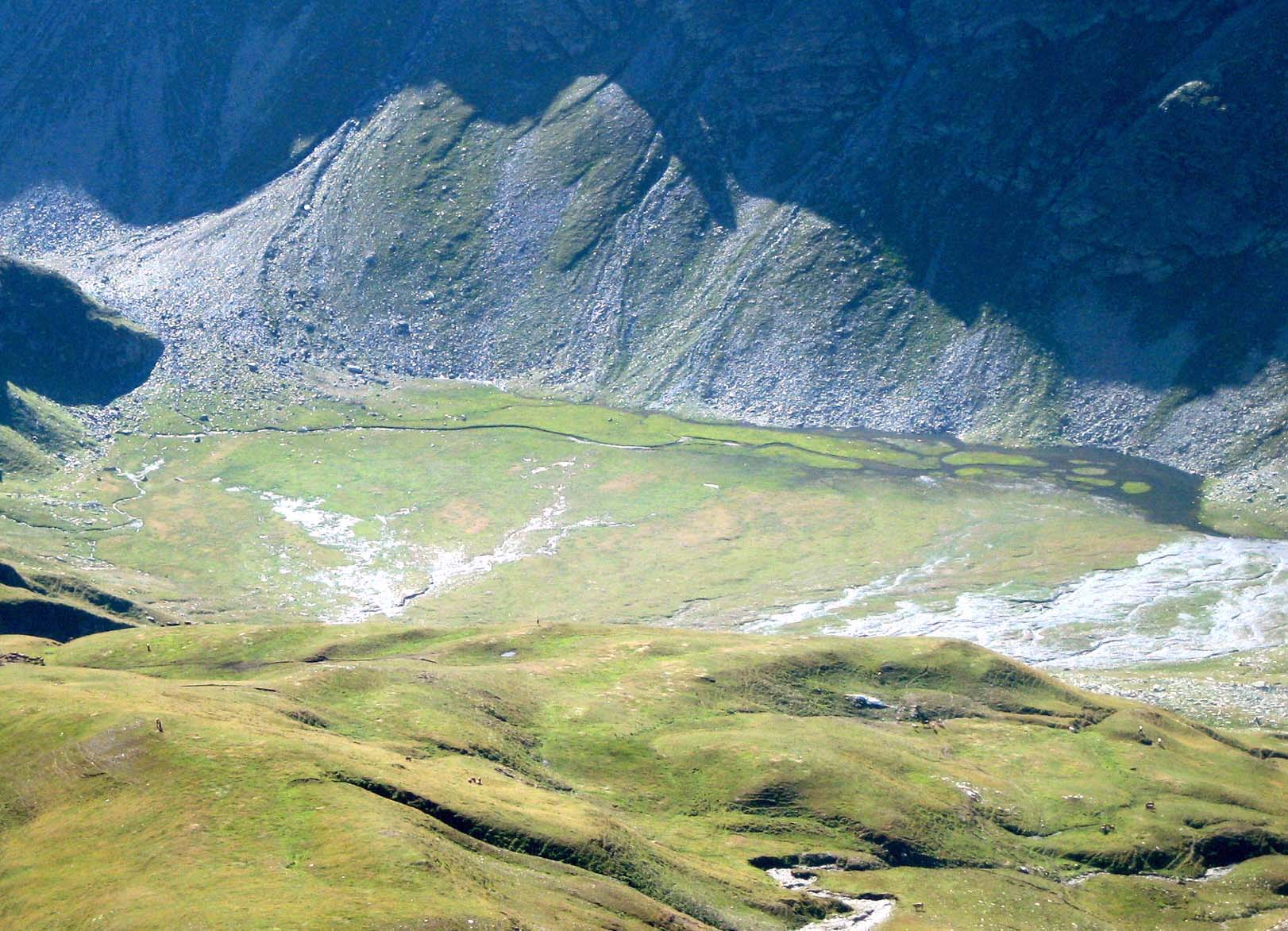
Quellgebiet des Ri de Fontanalba im Val Vignun
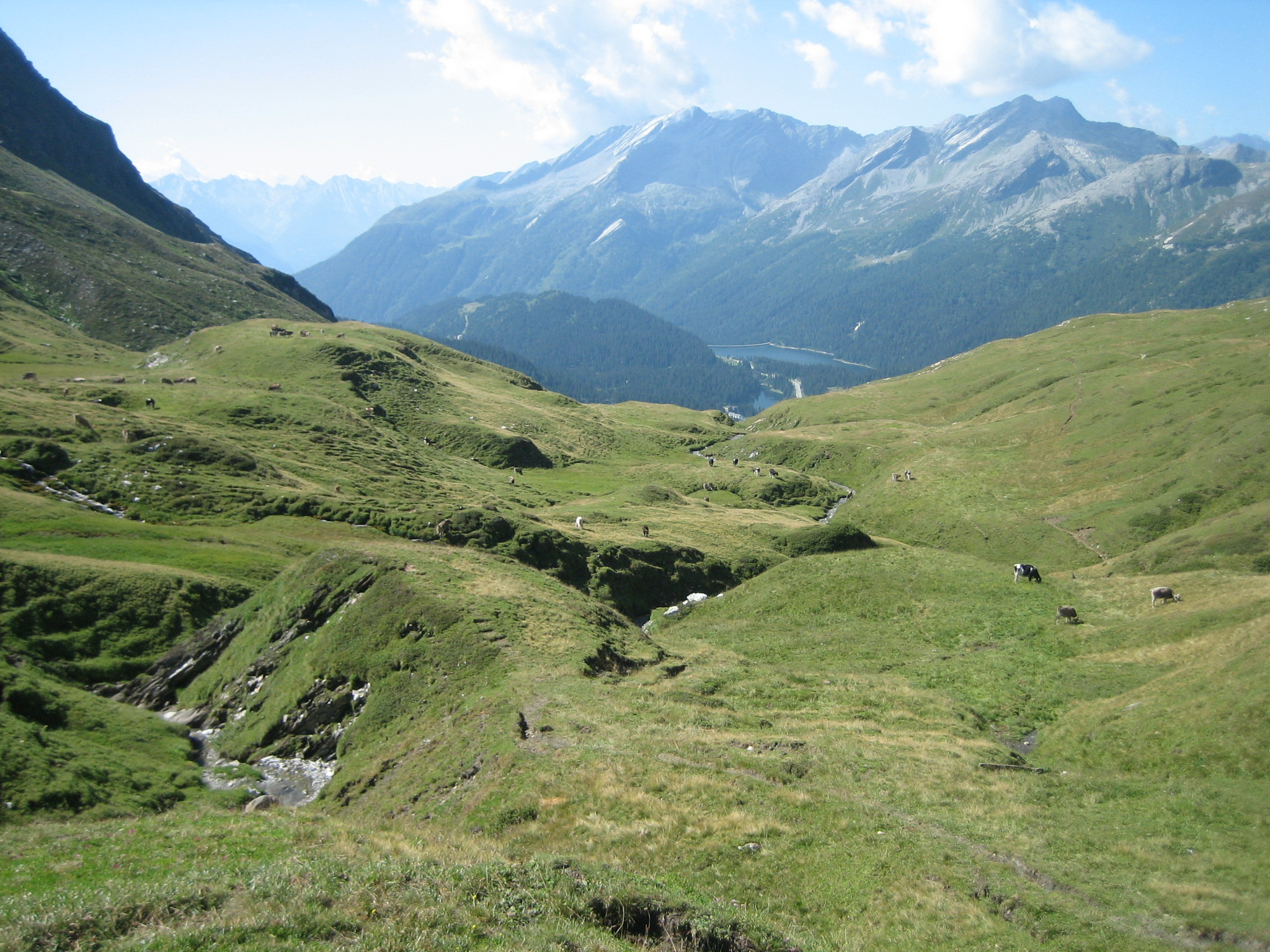
Oberlauf, Blick Richtung Misox
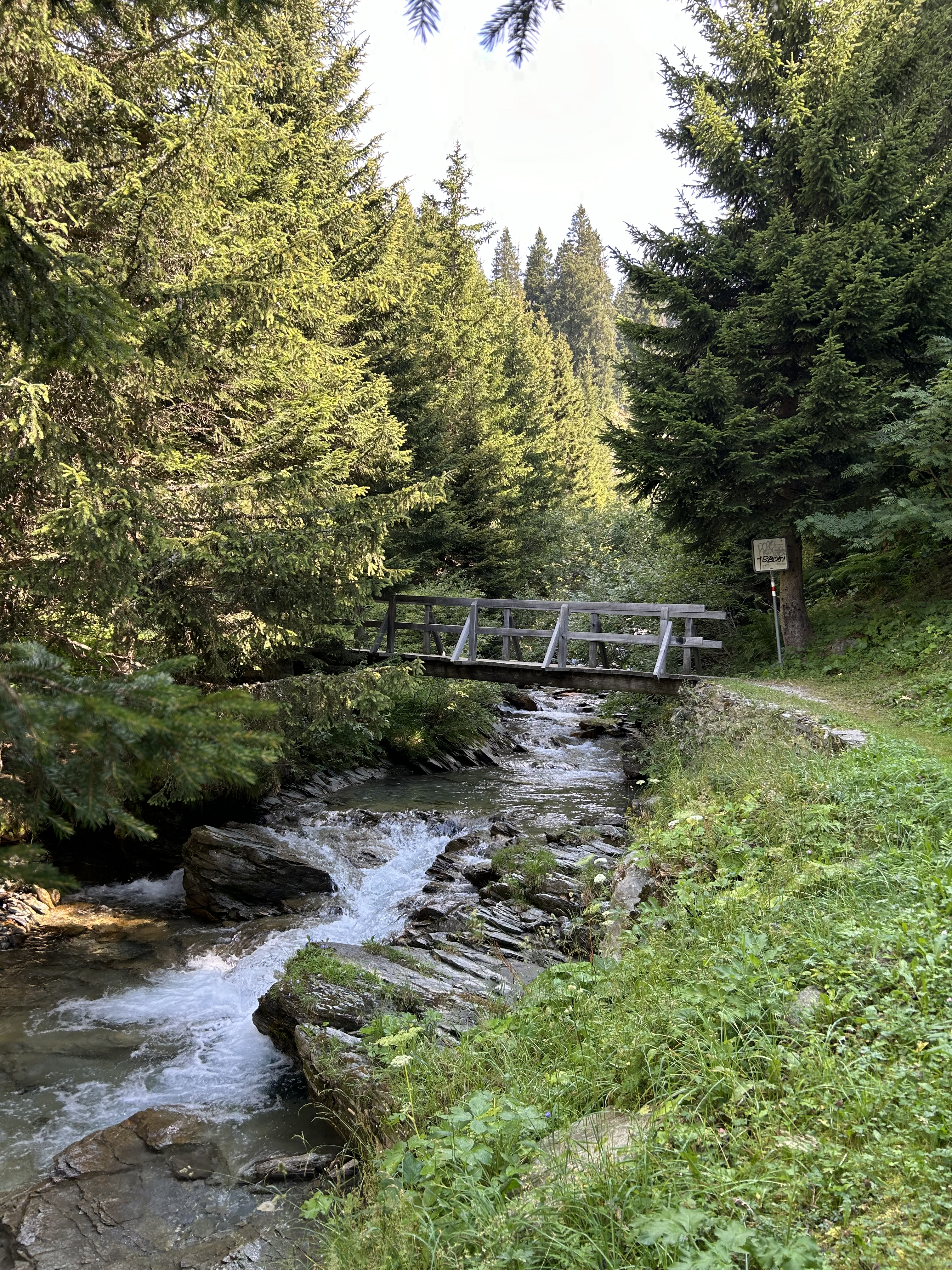
In San Bernardino angekommen